# Петроглифы Ангоно
Петроглифы Ангоно (англ. Angono) — петроглифы в провинции Рисаль Филиппин.
Частично повреждены в результате вандализма. В 1973 году, в силу Указа Президента № 260, были объявлены национальным культурным сокровищем правительством Филиппин. Для сохранения рисунков был создан мини-музей. Возраст изображений относится примерно к 3000 году до нашей эры. Имеются рисунки 127-ми различных фигур, в том числе фигуры людей и животных. Идёт постоянное разрушение камня в результате эрозии. Петроглифы — самое древнее изображение, сделанное человеком на Филиппинах.